# الجرف (السبرة)

تعديل مصدري - تعديل

الجرف هي إحدى قرى عزلة زبيد بمديرية السبرة التابعة لمحافظة إب، بلغ تعداد سكانها 300 نسمة حسب تعداد اليمن لعام 2004.